# Мирчо Василев
Мирчо Василев е български революционер, деец на Вътрешната македонска революционна организация.

## Биография
Мирчо Василев е роден през 1902 година в костурското село Кономлади, тогава в Османската империя, днес в Гърция. След края на Първата световна война се преселва в Долни Чифлик, а през 1924 година става четник в четата на Стоян Цилев и води сражения със сръбската войска в Смоларе. През 1925 година е четник при Доно Попщерев в Западна Македония и води сражения със сръбската армия Кожух планина и Добро поле. При междуособиците във ВМРО застава на страната на протогеровистите. Убит е на 8 ноември 1929 година в София от приближени на Иван Михайлов.